# Прыганка
Прыганка — село в Крутихинском районе Алтайского края России. Административный центр и единственный населённый пункт Прыганского сельсовета.

## Расположение
Расположено на реке Прыганка вблизи места её впадения в озеро Прыганское (на реке Бурла) на севере края, в 26 км к западу от Крутихи, в 40 км к северо-западу от города Камень-на-Оби и в 205 км от Барнаула. Высота над уровнем моря 176 м.
Возле села находится Алеусский заказник на территории Алеусского ленточного бора (лесные массивы примыкают к селу на западе и северо-востоке).
По южной окраине села проходит автодорога Крутиха — Славгород.
| 1997  | 1998  | 1999  | 2000  | 2001  | 2002  | 2003  |
| ----- | ----- | ----- | ----- | ----- | ----- | ----- |
| 1442  | ↘1433 | ↗1435 | ↘1432 | ↘1388 | ↘1383 | ↘1365 |
| 2004  | 2005  | 2006  | 2007  | 2008  | 2009  | 2010  |
| ↘1151 | ↗1170 | ↘1150 | ↘1117 | ↘1105 | ↘1075 | ↘966  |
| 2011  | 2012  | 2013  | 2014  | 2015  | 2016  | 2017  |
| ↘965  | ↘934  | ↘903  | ↗912  | ↘908  | ↘903  | ↗927  |
| 2018  | 2019  | 2020  | 2021  |       |       |       |
| ↗932  | ↘914  | ↘888  | ↘882  |       |       |       |

## Инфраструктура
Есть хлебозавод, школа, детский сад, амбулатория, отделения почты, Сбербанка, досуговый центр. Работают фермерские хозяйства. В селе имеются спутниковое телевидение, интернет.
Улицы: Целинная, Новая, Центральная, Набережная, Комсомольская, Молодежная, Партизанская, Клубная, Лесная. С
.

## История
Согласно «Ревизским сказкам» (запись от августа 1762 года), ранее село относилось к Бурлинскому уезду Малышевской слободы Колыванской области и носило название Гунино. Основание села приписывают крестьянам Заводину, братьям Морозовым, Тимофееву и Храпову, которые переселились из Панкрушихи. Вначале в деревне было всего 15 дворов, но уже в 1904 году здесь проживало около трех тысяч жителей в 360 дворах, возделывавшие 27 218 гектаров пахотной земли. В селе построили церковь, три маслозавода, открылись мануфактурные лавки, магазины, стояли мельницы и мосты.
В советское время был организован совхоз, построены многоквартирные дома, детский сад и школа, дворец культуры, кинотеатр и другие социальные объекты.

## Интересные факты
Уроженец села поэт-фронтовик Василий Глотов стал для художника Ореста Верейского воплощением образа Василия Тёркина, во время работы над иллюстрациями повести в стихах А. Твардовского «Василий Тёркин».